# Strobilanthes denticulatus
Strobilanthes denticulatus är en akantusväxtart som beskrevs av T. Anders.. Strobilanthes denticulatus ingår i släktet Strobilanthes och familjen akantusväxter. Inga underarter finns listade i Catalogue of Life.